# 탕위저
탕위저(중국어: 唐禹哲, 병음: Táng Yǔzhé, 한자음: 당우철, 영어: Danson Tang 댄슨 탕[*], 1984년 9월 2일 ~ ) 타이완의 대중가수이며, 배우이다.
2000년 등영지의 뮤직비디오 <자량>를 통해 데뷔하였으며, 2007년 8월 첫 번째 앨범을 내면서 본격적으로 가수 활동을 시작하였다.

## 정규음반
- 2007년8월17일 愛我‧唐禹哲 (애아‧탕위저)
- 2009년1월16일 D新引力 (D신인력)

## 출연작

### MV
- 2005년 등영지 自量 (자량)
- 2005년 등영지 紀念 (기념)
- 2005년 왕심릉 Da Da Da
- 2005년 Twins 星光遊樂園 (성광유악원)
- 2006년 Twins 我很想愛他 (아흔상애타)
- 2007년 서약선 好眼淚壞眼淚 (호안루괴안루)

### 드라마
- 2004년 撞球小子 (당구소자)
- 2004년 火線任務 (화선임무)
- 2005년 終極一班 (종극일반)
- 2006년 幸福牌電冰箱 (행복의 냉장고)
- 2006년 花樣少年少女 (화양소년소녀)
- 2007년 熱情仲夏 (열정중하)
- 2007년 終極一家 (종극일가)
- 2007년 惡作劇2吻 (악작극지문2)
- 2008년 翻滾吧！蛋炒飯 (달려라! 계란밥)
- 2015년 莫非，這就是愛情 (설마, 이것 사랑이야)

## 광고
- 2004년 台灣大哥大 노키아 3315 Snoopy 한정판
- 2005년 ING 타이베이 국제 마라톤광고
- 2005년 생활음료수
- 2005년 HEME 매력 해양수 화장품
- 2005년 Pay Easy 인터넷 쇼핑몰 - one
- 2006년 Pay Easy 인터넷 쇼핑몰 - two
- 2007년 Pay Easy 인터넷 쇼핑몰 - three